# Двогласје блиских интервала Истре и Хрватског приморја
Двогласје блиских интервала Истре и Хрватског приморја или  двогласје певања истарске скала (лествице) је сложен стил народне музике који се може наћи и изван подручја Истре и Хрватског приморја, али управо на овом подручју живи најкомпактније дуги низ година. У данашње време врсни и поштовани носиоци традиције ове врсте певања могу бити углавном мушкарци, иако  двогласје певају подједнако и мушкарци и жене.

## Опште информације
На темперираним инструментима, попут клавира, на пример, нема шансе да може да се одсвира нешто што би припадало стилу блиских интервала. Такође појам „истарска скала“ је проблематичан јер није реч о скали већ о низ од четири до шест тонова и зато што она није само истарска.
Зато  овај стил народне музике који је раширен у Истри и на хрватском приморју, на острвима Крк, Црес, Раб, Лошињ и западни део Пага, има своје специфичности.
За разумевање овог специфичног израза важан је и став Андрија Бонифачић, који је седамдесетих година 20 века за овај стил утврдио да је реч о нормативној лабилности одређених интервала.

## Историја
Први записи који постоје о овој врсти народне музика датирају из 19. века. Први важан истраживач био је, Фрањо Кухач, који је сакупио већину свог материјала 1860-их у своју познату Збирку јужнословенских народних песама.
Када је реч о двоструком гласу уских интервала, његови записи су  прилично непоуздани, јер је то систем који је потпуно изван овог западноевропског система, и тешко га је снимити. Сачинио  је белешке, али само са звучном интерпретацијом можемо да сазнамо о који звучни феномену стоји иза онога што је записао.
Постоје и неки иконографски извори, као нпр. чувене фреске у Берму. Постоји и студија која их тумачи и каже да је ова музика  нека врсте инструменатеалне музике коју данас познајемо.
Ова традиција је и даље жива и део је свакодневног живота у Истри и на хрватском приморју, а често се изводи на свадбама, јавним и породичним скуповима и верским обредима. Тако је на пример  на острву Крку до данас је остао црквени ритуал који садржи управо овај стил певања. Иначе, у Хрватској је, посебно у јужним крајевима, веза између црквеног и световног певања врло слична и користи се у обе сфере. У Истри имамо фестивал старог црквеног народног певања Маша по старински, чији циљ је очување и промоција локалних израза везаних за црквено певање.
Такође у Хрватској постоји стотинак врсних певача и десетине произвођача инструмената који су ову традицију наследили од својих предака. Данас су углавном повезани са аматерским фолклорним друштвима, распрострањеним по целом подручју где се изводи.

## Опис културног добра
У основи, двогласје се заснива на нетемперованим тоналним односима и карактеристичној боји тона, што се у вокалној музици постиже снажним певањем, делом кроз нос.
Импровизација и варијација често се дешавају током извођења у обе деонице, али једногласни или унисони завршеци или завршеци у октави остају строго правило (ова карактеристика се сигурно може видети у бугарења, без обзира на то што је доња деоница спуштена за секунду или малу терцу).
Већина тонских низова састоји се од четири до шест тонова. Метроритмичка, формална структура и структура текста крећу се од једноставних до врло сложених образаца, а однос музике и текста је јако специфичан.
Типични инструменти који прате ово певање су сопиле (свира се у паровима), гајде, флаута и флаута тамбура.  Сопило је конусни инструмент са писком израђеним од дрвета и свира се увек у паровима, тако да мала или женска сопила прате нижом терцом мушка или велика. Осим специфичног звука, сопиле су јединствени инструмент јер се свирају на истарској скали.
Неколико стилова певања појавило се у различитим деловима света, на пример у  канат у  други глас је замењен малим сопилама, а у  таранкању  речи су замењене слоговима (обично тана-на, та-ра-ран, итд.) који имитирају звук флауте.

## Заштита културног добра
Покушаји хрватског Министарства културе да заштити двогласје у УНЕСКО-у као нематеријално  културно наслеђе дуго нису били успешни јер су заштићени облици употребе скале (лествице), а не сама скала, чија је главна карактеристика одступање од уобичајене темперације. Акустички је неистражен и брзо нестаје под утицајем италијанске музике и масовних медија.
Како је стручна комисија УНЕСКО-а на крају установила да је двогласје блиских интервала Истре и Хрватског приморја и традиционално и инклузивно и репрезентативно она је 2009. године овај вид народне музике ставила на УНЕСКО-ову листу нематеријалне културне баштине света.
Све док хрватска заједница реагује на свој осећај идентитета, своју историју, своје окружење, трансформацију у социјалном смислу света у коме живи и све док та заједница користи наслеђе за репозиционирање и изградњу свог света и осећаја идентитета онда је то нематеријално наслеђе. Оног тренутка када се окамени, и престане да корсисти  двогласје блиских интервала Истре и Хрватског приморја  оно више неће припадати фонду нематеријалне баштине.